# Long Fall hadgyakorlat
2006. október 24–27-e között zajlott a szolnoki Ittebei Kiss József Hadnagy Helikopterbázison a Long Fall 2006 elnevezésű magyar–francia közös helikopteres kiképzés. Az MH 86. Szolnok Helikopter Ezred és a francia hadsereg 6. Helikopterezredének kijelölt erői (mintegy 120 fő, valamint Mi–24-es, Mi–8-as, Mi–17-es, Puma és Gazelle helikopterek) a nemzetközi környezetben alkalmazott, elvárt és túlélést biztosító harcászati fogásokat sajátították el, a NATO és a nemzeti doktrínák alkalmazását gyakorolták. A gyakorlás során közös felderítő repüléseket, éjjellátó készülékkel való repüléseket (Gazelle helikopterekkel), gyalogsági lövészetet (a honvédségben rendszeresített fegyverekkel) illetve kötelékrepüléseket hajtottak végre. A feladatok során mindkét fél helikoptervezetői repültek egymás gépeivel is.

## Részt vevő országok
Magyarország
 Franciaország